# Дмитриевка (Мраковский сельсовет)
Дми́триевка (баш. Дмитриевка) — деревня в Гафурийском районе Республики Башкортостан Российской Федерации. Входит в состав Мраковского сельсовета. 

## География
Деревня находится на берегу реки Белая.

### Географическое положение
Расстояние до:
- районного центра (Красноусольский): 31 км,
- центра сельсовета (Мраково): 3 км,
- ближайшей ж/д станции (Белое Озеро): 41 км.

## Население
| 2002 | 2009 | 2010 |
| ---- | ---- | ---- |
| 61   | ↗72  | ↘67  |

### Национальный состав
Согласно переписи 2002 года, преобладающая национальность — русские (51 %).